# Элегии (Бузони)
«Элегии» (нем. Elegien), BV 249 ― цикл фортепианных пьес итальянского композитора Ферруччо Бузони, впервые опубликованный в 1908 году. Изначально включал в себя шесть пьес, но впоследствии был дополнен седьмой пьесой ― «Колыбельной» (BV 252). Типичное время исполнения цикла составляет чуть более 40 минут.

## История создания
«Элегии» Бузони знаменуют собой начало крупных изменений, затронувших основные аспекты стиля композитора. До этого момента он сочинял в стиле романтизма ― к данному периоду творчества относится, например, его фортепианный концерт. Гармонический язык «Элегий» намного более экспериментален; характерной его особенностью является создание битонального эффекта за счёт применения правой педали. В письме Роберту Фройнду от 7 мая 1908 года композитор охарактеризовал процесс сочинения этих пьес как «момент преображения». Более того, в одном из своих эссе Бузони заявил, что в «Элегиях» он «наконец-то изложил личное видение мира».

## Премьера и критика
После публикации в 1907 году «Эскиза новой эстетики музыкального искусства» Бузони стал одних из лидеров авангардных движений. Это привело к появлению у композитора как ревностных последователей, так и противников, многие из которых придерживались довольно радикальных взглядов и убеждений. По словам музыковеда Энтони Бомонта, «каждое новое произведение [Бузони] с нетерпением ждали как ярые противники новаторства, так и те, кто стремился похвастаться своей „современностью“». Композитор впервые исполнил «Элегии» 12 марта 1909 года в Бетховенхалле в Берлине. Пьеса «Покои Турандот» стала единственным сочинением цикла, хорошо принятым публикой. В остальном же реакция критиков была преимущественно негативной, а иногда ― откровенно враждебной. В рецензии Августа Спамута, опубликованной в «Signale für die musikalische Welt», отмечалось следующее:
[Бузони] дирижирует, сочиняет, агитирует и т. д. Он из тех неугомонных натур, которые никогда не довольствуются достигнутым, никогда не могут остановиться… Он, в некотором отношении, прирождённый противник истеблишмента, и когда новая эстетика музыкального искусства, за которую он борется изо всех сил, будет утверждена и признана, то Бузони станет её непримиримым врагом…
Шесть элегий Бузони оказались настоящим источником смятения ― за исключением четвёртой, озаглавленной «Покои Турандот». Тот, кто хоть что-то знает о стремлении Бузони к созданию новой гармонической системы и о его вере в то, что он уже достиг изобретения новых тональностей при помощи [использования] странно построенных гамм, несомненно, может уловить структурную логику и эстетически упорядоченную систему развёртывания звукового материала; но искатели новизны найдут здесь так же мало музыки, как и среднестатистические наивные слушатели… Нет, нет и ещё раз нет, это не плод вдохновения человека, опередившего своё время, а всего лишь банальные математические расчёты…
Позднее Бузони в письме пианисту Эгону Петри, положительно отозвавшемуся об «Элегиях», объяснил концепцию этих пьес: «Я уже не раз убеждался, что с точки зрения исполнителя они выглядят намного проще, чем с точки зрения слушателя. Я особенно горжусь ясностью формы, которой мне удалось добиться в этих сочинениях».

## Структура
Сборник состоит из семи композиций:
1. Nach der Wendung (Recueillement) [После поворота (Сосредоточенно)]
2. All’ Italia! (In modo napolitano) [В Италию! (В неаполитанском ладу)]
3. Meine Seele bangt und hofft zu Dir (Choralvorspiel) [На Тебя уповает душа моя (Хоральная прелюдия)]
4. Turandots Frauengemach (Intermezzo) [Покои Турандот (Интермеццо)]
5. Die Nächtlichen (Walzer) [Ночное (Вальс)]
6. Erscheinung (Notturno) [Явление (Ноктюрн)]
7. Berceuse [Колыбельная]

Несмотря на то, что в лейпцигском издании цикл озаглавлен «Neue Klavierstücke» («Новые фортепианные пьесы»), это название не совсем точно, поскольку в основу трёх композиций, вошедших в сборник, положены другие, более ранние сочинения Бузони. Так, № 2 основан на темах четвёртой части фортепианного концерта (BV 247). №№ 4―5 были взяты из «Турандот-сюиты» (BV 248) и впоследствии использованы композитором в опере «Турандот» (BV 273). Кроме того, в своих более поздних сочинениях Бузони нередко перерабатывал музыкальные идеи, обязанные своим возникновением циклу «Элегий» ― так, мотив пьесы № 3 стал частью вступления к «Контрапунктической фантазии» (BV 256), мелодии из № 6 были задействованы в первой сцене первого акта комико-фантастической оперы «Выбор невесты» (BV 258), а № 7 превратился в оркестровое произведение под названием «Элегическая колыбельная» (BV 252a).